# Campionati mondiali di sci alpino
I campionati mondiali di sci alpino sono una competizione sportiva a cadenza biennale organizzata dalla Federazione Internazionale Sci (FIS), in cui si assegnano i titoli mondiali delle diverse specialità dello sci alpino.

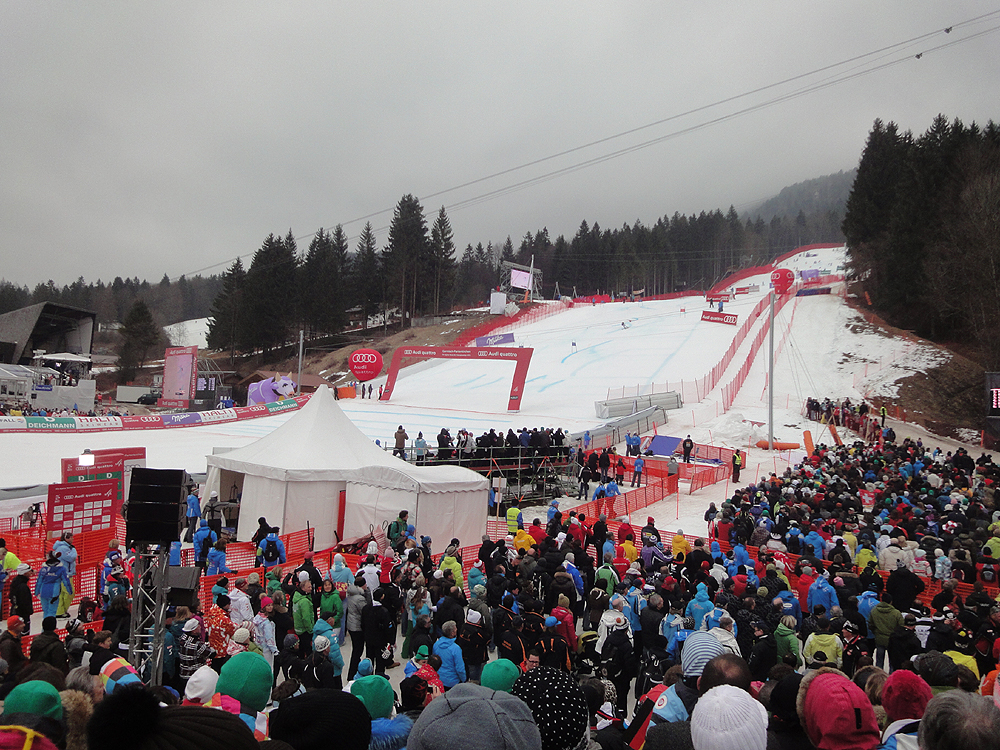
L'arrivo della pista Kandahar durante i Campionati mondiali di sci alpino 2011

Il primo campionato mondiale di sci alpino si tenne nel 1931, e fino al 1939 vennero disputati ogni anno. Sospesi a causa della seconda guerra mondiale, i mondiali vennero ripresi nel 1948 con cadenza biennale. Fino al 1982 i mondiali si disputarono negli anni pari e, negli anni in cui si svolgevano i Giochi olimpici invernali, le gare olimpiche erano valide anche come gare del campionato del mondo. Quindi, da St. Moritz 1948 a Lake Placid 1980 i vincitori delle medaglie d'oro olimpiche dello sci alpino erano anche campioni mondiali. Dal 1985 i mondiali sono stati spostati agli anni dispari, per evitare appunto la concomitanza con i Giochi olimpici. Eccezionalmente, i mondiali di Sierra Nevada, originariamente in programma per il 1995, furono posticipati all'anno successivo per mancanza di neve.

## Edizioni
| Anno          | Luogo                          | Paese          | Evento                                 | Designazione ufficiale FIS            |
| ------------- | ------------------------------ | -------------- | -------------------------------------- | ------------------------------------- |
| 1931          | Mürren                         | Svizzera       | Campionati mondiali di sci alpino 1931 | 1º Campionato mondiale di sci alpino  |
| 1932          | Cortina d'Ampezzo              | Italia         | Campionati mondiali di sci alpino 1932 | 2º Campionato mondiale di sci alpino  |
| 1933          | Innsbruck                      | Austria        | Campionati mondiali di sci alpino 1933 | 3º Campionato mondiale di sci alpino  |
| 1934          | Sankt Moritz                   | Svizzera       | Campionati mondiali di sci alpino 1934 | 4º Campionato mondiale di sci alpino  |
| 1935          | Mürren                         | Svizzera       | Campionati mondiali di sci alpino 1935 | 5º Campionato mondiale di sci alpino  |
| 1936          | Innsbruck                      | Austria        | Campionati mondiali di sci alpino 1936 | 6º Campionato mondiale di sci alpino  |
| 1937          | Chamonix                       | Francia        | Campionati mondiali di sci alpino 1937 | 7º Campionato mondiale di sci alpino  |
| 1938          | Engelberg                      | Svizzera       | Campionati mondiali di sci alpino 1938 | 8º Campionato mondiale di sci alpino  |
| 1939          | Zakopane                       | Polonia        | Campionati mondiali di sci alpino 1939 | 9º Campionato mondiale di sci alpino  |
| 1941          | Cortina d'Ampezzo              | Italia         | Campionati mondiali di sci alpino 1941 | Annullati                             |
| 1948          | Sankt Moritz                   | Svizzera       | Olimpiadi Invernali 1948               | 10º Campionato mondiale di sci alpino |
| 1950          | Aspen                          | Stati Uniti    | Campionati mondiali di sci alpino 1950 | 11º Campionato mondiale di sci alpino |
| 1952          | Oslo                           | Norvegia       | Olimpiadi Invernali 1952               | 12º Campionato mondiale di sci alpino |
| 1954          | Åre                            | Svezia         | Campionati mondiali di sci alpino 1954 | 13º Campionato mondiale di sci alpino |
| 1956          | Cortina d'Ampezzo              | Italia         | Olimpiadi Invernali 1956               | 14º Campionato mondiale di sci alpino |
| 1958          | Bad Gastein                    | Austria        | Campionati mondiali di sci alpino 1958 | 15º Campionato mondiale di sci alpino |
| 1960          | Squaw Valley                   | Stati Uniti    | Olimpiadi Invernali 1960               | 16º Campionato mondiale di sci alpino |
| 1962          | Chamonix                       | Francia        | Campionati mondiali di sci alpino 1962 | 17º Campionato mondiale di sci alpino |
| 1964          | Innsbruck                      | Austria        | Olimpiadi Invernali 1964               | 18º Campionato mondiale di sci alpino |
| 1966          | Portillo                       | Cile           | Campionati mondiali di sci alpino 1966 | 19º Campionato mondiale di sci alpino |
| 1968          | Grenoble                       | Francia        | Olimpiadi Invernali 1968               | 20º Campionato mondiale di sci alpino |
| 1970          | Val Gardena                    | Italia         | Campionati mondiali di sci alpino 1970 | 21º Campionato mondiale di sci alpino |
| 1972          | Sapporo                        | Giappone       | Olimpiadi Invernali 1972               | 22º Campionato mondiale di sci alpino |
| 1974          | Sankt Moritz                   | Svizzera       | Campionati mondiali di sci alpino 1974 | 23º Campionato mondiale di sci alpino |
| 1976          | Innsbruck                      | Austria        | Olimpiadi Invernali 1976               | 24º Campionato mondiale di sci alpino |
| 1978          | Garmisch-Partenkirchen         | Germania Ovest | Campionati mondiali di sci alpino 1978 | 25º Campionato mondiale di sci alpino |
| 1980          | Lake Placid                    | Stati Uniti    | Olimpiadi Invernali 1980               | 26º Campionato mondiale di sci alpino |
| 1982          | Schladming                     | Austria        | Campionati mondiali di sci alpino 1982 | 27º Campionato mondiale di sci alpino |
| 1985          | Bormio                         | Italia         | Campionati mondiali di sci alpino 1985 | 28º Campionato mondiale di sci alpino |
| 1987          | Crans-Montana                  | Svizzera       | Campionati mondiali di sci alpino 1987 | 29º Campionato mondiale di sci alpino |
| 1989          | Vail                           | Stati Uniti    | Campionati mondiali di sci alpino 1989 | 30º Campionato mondiale di sci alpino |
| 1991          | Saalbach-Hinterglemm           | Austria        | Campionati mondiali di sci alpino 1991 | 31º Campionato mondiale di sci alpino |
| 1993          | Morioka                        | Giappone       | Campionati mondiali di sci alpino 1993 | 32º Campionato mondiale di sci alpino |
| 1996          | Sierra Nevada                  | Spagna         | Campionati mondiali di sci alpino 1996 | 33º Campionato mondiale di sci alpino |
| 1997          | Sestriere                      | Italia         | Campionati mondiali di sci alpino 1997 | 34º Campionato mondiale di sci alpino |
| 1999          | Vail/Beaver Creek              | Stati Uniti    | Campionati mondiali di sci alpino 1999 | 35º Campionato mondiale di sci alpino |
| 2001          | Sankt Anton am Arlberg         | Austria        | Campionati mondiali di sci alpino 2001 | 36º Campionato mondiale di sci alpino |
| 2003          | Sankt Moritz                   | Svizzera       | Campionati mondiali di sci alpino 2003 | 37º Campionato mondiale di sci alpino |
| 2005          | Bormio/Santa Caterina Valfurva | Italia         | Campionati mondiali di sci alpino 2005 | 38º Campionato mondiale di sci alpino |
| 2007          | Åre                            | Svezia         | Campionati mondiali di sci alpino 2007 | 39º Campionato mondiale di sci alpino |
| 2009          | Val-d'Isère                    | Francia        | Campionati mondiali di sci alpino 2009 | 40º Campionato mondiale di sci alpino |
| 2011          | Garmisch-Partenkirchen         | Germania       | Campionati mondiali di sci alpino 2011 | 41º Campionato mondiale di sci alpino |
| 2013          | Schladming                     | Austria        | Campionati mondiali di sci alpino 2013 | 42º Campionato mondiale di sci alpino |
| 2015          | Vail/Beaver Creek              | Stati Uniti    | Campionati mondiali di sci alpino 2015 | 43º Campionato mondiale di sci alpino |
| 2017          | Sankt Moritz                   | Svizzera       | Campionati mondiali di sci alpino 2017 | 44º Campionato mondiale di sci alpino |
| 2019          | Åre                            | Svezia         | Campionati mondiali di sci alpino 2019 | 45º Campionato mondiale di sci alpino |
| 2021          | Cortina d'Ampezzo              | Italia         | Campionati mondiali di sci alpino 2021 | 46º Campionato mondiale di sci alpino |
| 2023          | Courchevel/Méribel             | Francia        | Campionati mondiali di sci alpino 2023 | 47º Campionato mondiale di sci alpino |
| 2025          | Saalbach-Hinterglemm           | Austria        | Campionati mondiali di sci alpino 2025 | 48º Campionato mondiale di sci alpino |
| Eventi futuri |                                |                |                                        |                                       |
| 2027          | Crans-Montana                  | Svizzera       | Campionati mondiali di sci alpino 2027 | 49º Campionato mondiale di sci alpino |
| 2029          | Narvik                         | Norvegia       | Campionati mondiali di sci alpino 2029 | 50º Campionato mondiale di sci alpino |
| 2031          | Val Gardena                    | Italia         | Campionati mondiali di sci alpino 2031 | 51º Campionato mondiale di sci alpino |

1. ↑  Nota: risultati annullati dalla FIS nel 1946 a causa del numero limitato di partecipanti.

## Sciatori più vittoriosi
Lista di sciatori che hanno vinto almeno quattro medaglie d'oro (escludendo gli eventi a squadre).

### Uomini
| Pos. | Nome                | Nazione     | Oro    | Argento | Bronzo | Totale |
| ---- | ------------------- | ----------- | ------ | ------- | ------ | ------ |
| 1    | Toni Sailer         | Austria     | 7      | 1       | -      | 8      |
| 2    | Jean-Claude Killy   | Francia     | 6      | -       | -      | 6      |
| 3    | Marcel Hirscher     | Austria     | 5 (+2) | 4       | -      | 9 (+2) |
| 4    | Kjetil André Aamodt | Norvegia    | 5      | 4       | 3      | 12     |
| 5    | Aksel Lund Svindal  | Norvegia    | 5      | 2       | 2      | 9      |
| 6    | Gustav Thöni        | Italia      | 5      | 2       | -      | 7      |
| 7    | Ingemar Stenmark    | Svezia      | 5      | 1       | 1      | 7      |
| 8    | Ted Ligety          | Stati Uniti | 5      | -       | 2      | 7      |
| 9    | Marc Girardelli     | Lussemburgo | 4      | 4       | 3      | 11     |
| 10   | Pirmin Zurbriggen   | Svizzera    | 4      | 4       | 1      | 9      |
| 11   | Émile Allais        | Francia     | 4      | 4       | -      | 8      |
| 12   | Rudolf Rominger     | Svizzera    | 4      | 1       | 2      | 7      |
| 13   | Stein Eriksen       | Norvegia    | 4      | 1       | 1      | 6      |
| 14   | Bode Miller         | Stati Uniti | 4      | 1       | -      | 5      |
| 14   | Anton Seelos        | Austria     | 4      | 1       | -      | 5      |

### Donne
| Pos. | Nome                  | Nazione       | Oro | Argento | Bronzo | Totale  |
| ---- | --------------------- | ------------- | --- | ------- | ------ | ------- |
| 1    | Christl Cranz         | Germania      | 12  | 3       | -      | 15      |
| 2    | Mikaela Shiffrin      | Stati Uniti   | 8   | 4       | 3      | 15      |
| 3    | Marielle Goitschel    | Francia       | 7   | 4       | -      | 11      |
| 4    | Anja Pärson           | Svezia        | 7   | 1 (+1)  | 3 (+1) | 11 (+2) |
| 5    | Erika Hess            | Svizzera      | 6   | -       | 1      | 7       |
| 6    | Annemarie Moser-Pröll | Austria       | 5   | 2       | 2      | 9       |
| 7    | Janica Kostelić       | Croazia       | 5   | -       | -      | 5       |
| 8    | Tina Maze             | Slovenia      | 4   | 5       | -      | 9       |
| 9    | Hanni Wenzel          | Liechtenstein | 4   | 3       | 2      | 9       |
| 10   | Pernilla Wiberg       | Svezia        | 4   | 1       | 1      | 6       |

1 Nota: non inclusa una medaglia vinta nella gara a squadre mista. 

2 Nota: non incluse due medaglie ottenute nella gara a squadre mista.

## Sciatori con più medaglie
Lista di sciatori con almeno cinque medaglie (escludendo gli eventi a squadre).

### Uomini
| Nome                | Nazione     | Totale | Oro | Argento | Bronzo |
| ------------------- | ----------- | ------ | --- | ------- | ------ |
| Kjetil André Aamodt | Norvegia    | 12     | 5   | 4       | 3      |
| Marc Girardelli     | Lussemburgo | 11     | 4   | 4       | 3      |
| Lasse Kjus          | Norvegia    | 11     | 3   | 8       | 0      |
| Marcel Hirscher     | Austria     | 9      | 5   | 4       | 0      |
| Aksel Lund Svindal  | Norvegia    | 9      | 5   | 2       | 2      |
| Pirmin Zurbriggen   | Svizzera    | 9      | 4   | 4       | 1      |
| Toni Sailer         | Austria     | 8      | 7   | 1       | 0      |
| Émile Allais        | Francia     | 8      | 4   | 4       | 0      |
| Gustav Thöni        | Italia      | 7      | 5   | 2       | 0      |
| Ingemar Stenmark    | Svezia      | 7      | 5   | 1       | 1      |
| Ted Ligety          | Stati Uniti | 7      | 5   | 0       | 2      |
| Rudolf Rominger     | Svizzera    | 7      | 4   | 1       | 2      |
| David Zogg          | Svizzera    | 7      | 3   | 4       | 0      |
| Benjamin Raich      | Austria     | 7      | 2   | 4       | 1      |
| Alexis Pinturault   | Francia     | 7      | 2   | 1       | 4      |
| Jean-Claude Killy   | Francia     | 6      | 6   | 0       | 0      |
| Stein Eriksen       | Norvegia    | 6      | 4   | 1       | 1      |
| Hermann Maier       | Austria     | 6      | 3   | 2       | 1      |
| Karl Schranz        | Austria     | 6      | 3   | 2       | 1      |
| Guy Périllat        | Francia     | 6      | 2   | 3       | 1      |
| Marco Schwarz       | Austria     | 6      | 1   | 1       | 4      |
| Günther Mader       | Austria     | 6      | 0   | 1       | 5      |
| Bode Miller         | Stati Uniti | 5      | 4   | 1       | 0      |
| Anton Seelos        | Austria     | 5      | 4   | 1       | 0      |
| James Couttet       | Francia     | 5      | 1   | 2       | 2      |
| Otto Furrer         | Svizzera    | 5      | 1   | 2       | 2      |

### Donne
| Nome                   | Nazione       | Totale | Oro | Argento | Bronzo |
| ---------------------- | ------------- | ------ | --- | ------- | ------ |
| Christl Cranz          | Germania      | 15     | 12  | 3       | 0      |
| Mikaela Shiffrin       | Stati Uniti   | 15     | 8   | 4       | 3      |
| Marielle Goitschel     | Francia       | 11     | 7   | 4       | 0      |
| Anja Pärson            | Svezia        | 11     | 7   | 1       | 3      |
| Annemarie Moser-Pröll  | Austria       | 9      | 5   | 2       | 2      |
| Tina Maze              | Slovenia      | 9      | 4   | 5       | 0      |
| Hanni Wenzel           | Liechtenstein | 9      | 4   | 3       | 2      |
| Lindsey Vonn           | Stati Uniti   | 8      | 2   | 3       | 3      |
| Lara Gut               | Svizzera      | 8      | 2   | 3       | 3      |
| Lisa Resch             | Germania      | 8      | 1   | 4       | 3      |
| Erika Hess             | Svizzera      | 7      | 6   | 0       | 1      |
| Renate Götschl         | Austria       | 7      | 2   | 3       | 2      |
| Käthe Grasegger        | Germania      | 7      | 0   | 1       | 6      |
| Pernilla Wiberg        | Svezia        | 6      | 4   | 1       | 1      |
| Inge Wersin-Lantschner | Austria       | 6      | 3   | 3       | 0      |
| Vreni Schneider        | Svizzera      | 6      | 3   | 2       | 1      |
| Annie Famose           | Francia       | 6      | 1   | 2       | 3      |
| Nicole Hosp            | Austria       | 6      | 1   | 2       | 3      |
| Janica Kostelić        | Croazia       | 5      | 5   | 0       | 0      |
| Trude Jochum-Beiser    | Austria       | 5      | 3   | 2       | 0      |
| Anna Fenninger         | Austria       | 5      | 3   | 1       | 1      |
| Federica Brignone      | Italia        | 5      | 2   | 3       | 0      |
| Wendy Holdener         | Svizzera      | 5      | 2   | 3       | 0      |
| Anny Rüegg             | Svizzera      | 5      | 2   | 1       | 2      |
| Maria Riesch           | Germania      | 5      | 2   | 0       | 3      |
| Petra Vlhová           | Slovacchia    | 5      | 1   | 3       | 1      |
| Frieda Dänzer          | Svizzera      | 5      | 1   | 3       | 1      |
| Marlies Schild         | Austria       | 5      | 1   | 2       | 2      |
| Mateja Svet            | Jugoslavia    | 5      | 1   | 1       | 3      |
| Nini von Arx-Zogg      | Svizzera      | 5      | 0   | 4       | 1      |
| Julia Mancuso          | Stati Uniti   | 5      | 0   | 2       | 3      |
| Anita Wachter          | Austria       | 5      | 0   | 2       | 3      |

1. 1 2 3 4 5 6 7 8 9 10 11  Nota: Medaglie vinte negli anni 1930, quando l'evento era annuale.
2. ↑  Nota: Medaglie vinte nel 1941 non incluse.

## Record di vittorie per disciplina

### Uomini
| Disciplina | Nome                                                                                    | Nazionalità                                       | Vittorie |
| ---------- | --------------------------------------------------------------------------------------- | ------------------------------------------------- | -------- |
| Discesa    | Aksel Lund Svindal Bernhard Russi Jean-Claude Killy Toni Sailer Zeno Colò Walter Prager | Norvegia Svizzera Francia Austria Italia Svizzera | 2        |
| Super G    | Stephan Eberharter Atle Skårdal                                                         | Austria Norvegia                                  | 2        |
| Gigante    | Ted Ligety                                                                              | Stati Uniti                                       | 3        |
| Slalom     | Marcel Hirscher Ingemar Stenmark                                                        | Austria Svezia                                    | 3        |
| Combinata  | Kjetil André Aamodt Marc Girardelli                                                     | Norvegia Lussemburgo                              | 3        |
| Parallelo  | Mathieu Faivre Alexander Schmid                                                         | Francia Germania                                  | 1        |

### Donne
| Disciplina | Nome                                                                           | Nazionalità                            | Vittorie |
| ---------- | ------------------------------------------------------------------------------ | -------------------------------------- | -------- |
| Discesa    | Annemarie Moser-Pröll Christl Cranz                                            | Austria Germania                       | 3        |
| Super G    | Anja Pärson Isolde Kostner Ulrike Maier                                        | Svezia Italia Austria                  | 2        |
| Gigante    | Tessa Worley Anja Pärson Deborah Compagnoni Vreni Schneider Marielle Goitschel | Francia Svezia Italia Svizzera Francia | 2        |
| Slalom     | Mikaela Shiffrin Christl Cranz                                                 | Stati Uniti Germania                   | 4        |
| Combinata  | Christl Cranz                                                                  | Germania                               | 5        |
| Parallelo  | Marta Bassino Katharina Liensberger Maria Therese Tviberg                      | Italia Austria Norvegia                | 1        |

## Medagliere per nazioni
Le tabelle includono anche le medaglie vinte in nove edizioni delle Olimpiadi invernali (dalle Olimpiadi Invernali del 1948 alle Olimpiadi Invernali del 1980), in quanto valevoli come Campionati mondiali di sci alpino. Gli eventi a squadre sono stati considerati solo nel totale.

### Uomini
| Pos.   | Nazione       | Oro | Argento | Bronzo | Totale |
| ------ | ------------- | --- | ------- | ------ | ------ |
| 1      | Austria       | 57  | 59      | 52     | 168    |
| 2      | Svizzera      | 39  | 39      | 44     | 122    |
| 3      | Francia       | 26  | 28      | 19     | 73     |
| 4      | Norvegia      | 24  | 21      | 13     | 58     |
| 5      | Italia        | 15  | 14      | 15     | 44     |
| 6      | Stati Uniti   | 13  | 5       | 11     | 29     |
| 7      | Germania      | 9   | 14      | 18     | 41     |
| 8      | Svezia        | 6   | 3       | 8      | 17     |
| 9      | Lussemburgo   | 4   | 4       | 3      | 11     |
| 10     | Canada        | 4   | 3       | 5      | 12     |
| 11     | Liechtenstein | 1   | 5       | 4      | 10     |
| 12     | Croazia       | 1   | 2       | 2      | 5      |
| 13     | Spagna        | 1   | 0       | 1      | 2      |
| 14     | Finlandia     | 1   | 0       | 0      | 1      |
| 15     | Slovenia      | 0   | 2       | 3      | 5      |
| 16     | Giappone      | 0   | 1       | 1      | 2      |
| 16     | Polonia       | 0   | 1       | 1      | 2      |
| 18     | Grecia        | 0   | 1       | 0      | 1      |
| 19     | Australia     | 0   | 0       | 1      | 1      |
| TOTALE | TOTALE        | 201 | 202     | 201    | 604    |

### Donne
| Pos.   | Nazione          | Oro | Argento | Bronzo | Totale |
| ------ | ---------------- | --- | ------- | ------ | ------ |
| 1      | Austria          | 43  | 48      | 51     | 142    |
| 2      | Svizzera         | 37  | 38      | 24     | 99     |
| 3      | Germania         | 25  | 24      | 28     | 77     |
| 4      | Francia          | 20  | 24      | 18     | 62     |
| 5      | Stati Uniti      | 19  | 23      | 27     | 69     |
| 6      | Canada           | 12  | 4       | 3      | 19     |
| 7      | Svezia           | 11  | 5       | 10     | 26     |
| 8      | Italia           | 10  | 13      | 11     | 34     |
| 9      | Slovenia         | 7   | 7       | 4      | 18     |
| 10     | Croazia          | 5   | 0       | 0      | 5      |
| 11     | Gran Bretagna    | 4   | 4       | 3      | 11     |
| 11     | Liechtenstein    | 4   | 4       | 3      | 11     |
| 13     | Norvegia         | 2   | 2       | 10     | 14     |
| 14     | Slovacchia       | 1   | 3       | 1      | 5      |
| 15     | Jugoslavia       | 1   | 2       | 3      | 6      |
| 16     | Rep. Ceca        | 1   | 1       | 3      | 5      |
| 17     | Australia        | 1   | 0       | 0      | 1      |
| 18     | Finlandia        | 0   | 2       | 2      | 4      |
| 19     | Nuova Zelanda    | 0   | 1       | 0      | 1      |
| 20     | Unione Sovietica | 0   | 0       | 2      | 2      |
| TOTALE | TOTALE           | 202 | 203     | 200    | 605    |

### Totale
| Pos.   | Nazione          | Oro | Argento | Bronzo | Totale |
| ------ | ---------------- | --- | ------- | ------ | ------ |
| 1      | Austria          | 103 | 110     | 103    | 316    |
| 2      | Svizzera         | 77  | 78      | 69     | 224    |
| 3      | Francia          | 48  | 52      | 38     | 138    |
| 4      | Germania         | 35  | 38      | 48     | 121    |
| 5      | Stati Uniti      | 33  | 28      | 38     | 99     |
| 6      | Norvegia         | 27  | 24      | 23     | 74     |
| 7      | Italia           | 26  | 27      | 27     | 80     |
| 8      | Svezia           | 17  | 11      | 22     | 50     |
| 9      | Canada           | 16  | 8       | 9      | 33     |
| 10     | Slovenia         | 7   | 9       | 7      | 23     |
| 11     | Croazia          | 6   | 2       | 2      | 10     |
| 12     | Liechtenstein    | 5   | 9       | 7      | 21     |
| 13     | Gran Bretagna    | 4   | 4       | 3      | 11     |
| 13     | Lussemburgo      | 4   | 4       | 3      | 11     |
| 15     | Slovacchia       | 1   | 4       | 1      | 6      |
| 16     | Jugoslavia       | 1   | 3       | 5      | 9      |
| 17     | Finlandia        | 1   | 2       | 2      | 5      |
| 18     | Rep. Ceca        | 1   | 1       | 3      | 5      |
| 19     | Australia        | 1   | 0       | 1      | 2      |
| 19     | Spagna           | 1   | 0       | 1      | 2      |
| 21     | Giappone         | 0   | 1       | 1      | 2      |
| 21     | Polonia          | 0   | 1       | 1      | 2      |
| 23     | Grecia           | 0   | 1       | 0      | 1      |
| 23     | Nuova Zelanda    | 0   | 1       | 0      | 1      |
| 25     | Unione Sovietica | 0   | 0       | 2      | 2      |
| TOTALE | TOTALE           | 413 | 415     | 411    | 1239   |

### Gara a squadre
| Pos.   | Nazione     | Oro | Argento | Bronzo | Totale |
| ------ | ----------- | --- | ------- | ------ | ------ |
| 1      | Austria     | 3   | 3       | 0      | 6      |
| 2      | Francia     | 2   | 0       | 1      | 3      |
| 3      | Svizzera    | 1   | 1       | 1      | 3      |
| 4      | Norvegia    | 1   | 1       | 0      | 2      |
| 5      | Germania    | 1   | 0       | 2      | 3      |
| 6      | Italia      | 1   | 0       | 1      | 2      |
| 7      | Stati Uniti | 1   | 0       | 0      | 1      |
| 8      | Svezia      | 0   | 3       | 4      | 7      |
| 9      | Canada      | 0   | 1       | 1      | 2      |
| 10     | Slovacchia  | 0   | 1       | 0      | 1      |
| TOTALE | TOTALE      | 10  | 10      | 10     | 30     |